# شيشة غران (سردابة)
شیشة غران (بالفارسية: شیشه‌گران) هي قرية تقع في إيران في أردبيل. يقدر عدد سكانها بـ 134 نسمة بحسب إحصاء 2016.